# Briefehörnli
Briefehörnli är en bergstopp i Schweiz. Den ligger i distriktet Entlebuch och kantonen Luzern, i den centrala delen av landet, 50 km öster om huvudstaden Bern. Toppen på Briefehörnli är 2 164 meter över havet.